# Benoît Magimel
Benoît Magimel (Párizs, 1974. május 11. –) háromszoros César-díjas francia színész.

## Életútja
Benoît Magimel 1974. május 11-én született Párizsban (apja banki tisztviselő, anyja ápolónő), pályája gyermekszínészként indult: 1988-ban eljátszotta Momo szerepét Az élet egy hosszú, nyugodt folyó című filmben.

### Magánélete
Nőtlen, volt élettársával (1999-2003), Juliette Binoche-al közös gyermekük (Hanna Magimel) 1999. december 16-án jött világra. Nikita Lespinasse francia színésznővel folytatott (élettársi)kapcsolatából is lánya született (2011. október 19-én), Djinina.

## Filmográfia
| Év   | Magyar cím                                | Eredeti cím                                          | Szerep                              | Magyar Hang           | Rendezők                               |
| ---- | ----------------------------------------- | ---------------------------------------------------- | ----------------------------------- | --------------------- | -------------------------------------- |
| 1988 | Az élet egy hosszú nyugodt folyó          | La Vie est un long fieuve tranquille                 | Momo Groseille                      |                       | Étienne Chatiliez                      |
| 1992 |                                           | Les Années campagne                                  | Jules                               |                       | Philippe Leriche                       |
| 1995 | A gyűlölet                                | La haine                                             | Benoît                              |                       | Mathieu Kassovitz                      |
| 1995 | Magányos lány                             | La fille seule                                       | Rémi                                | Bolba Tamás           | Benoît Jacquot                         |
| 1996 |                                           | Long Cours                                           |                                     |                       | Alain Tasma                            |
| 1996 | Tolvajok                                  | Les voleurs                                          | Jimmy Fontana                       |                       | André Téchiné                          |
| 1998 |                                           | Déjà mort                                            | David                               |                       | Olivier Dahan                          |
| 1999 | Románc                                    | Romance                                              |                                     |                       |                                        |
| 1999 | Az évszázad gyermekei                     | Les enfants du siècle                                | Alfred de Musset                    | Görög László          | Diane Kurys                            |
| 2000 | A király táncol                           | Le roi danse                                         | XIV. Lajos                          | Welker Gábor          | Gérard Corbiau                         |
| 2000 | A király táncol                           | Le roi danse                                         | XIV. Lajos                          | Miller Zoltán         | Gérard Corbiau                         |
| 2000 |                                           | Selon Matthieu                                       | Matthieu Debris                     |                       | Xavier Beauvois                        |
| 2001 | A zongoratanárnő                          | La pianiste                                          | Walter Klemmer                      | Hevér Gábor           | Michael Haneke                         |
| 2001 | Lisa                                      | Lisa                                                 | Sam                                 |                       | Pierre Grimblat                        |
| 2002 | Egy személyes ügy                         | Private Affair                                       | Clarisse Entoven                    |                       | Guillaume Nicloux                      |
| 2002 | A pók fészke                              | Nid de guêpes                                        | Santino                             | Crespo Rodrigo        | Florent Emilio Siri                    |
| 2003 | A romlás virága                           | La fleur du mal                                      | François                            | Bede Fazekas Szabolcs | Claude Chabrol                         |
| 2003 | Bohóctörténet                             | Effroyables jardins                                  | Emile Bailleul                      | Miller Zoltán         | Jean Becker                            |
| 2003 |                                           | Errance                                              | Jacques                             |                       | Damien Odoul                           |
| 2004 | A Koszorúslány                            | La demoiselle D' honneur                             | Philippe Tardieu                    |                       | Claude Chabrol                         |
| 2004 | Bíbor folyók 2.: Az apokalipszis angyalai | Les rivières pourpres II - Les anges de l'apocalypse | Reda                                | Görög László          | Olivier Dahan (2)                      |
| 2005 | Vadászpilóták                             | Les chevaliers du ciel                               | Antoine "Walk'n" Marchelli százados | Galbenisz Tomasz      | Gérard Pirès                           |
| 2005 | Zavar                                     | Trouble                                              | Matyas / Thomas                     | Hevér Gábor           | Harry Cleven                           |
| 2006 | Fair Play                                 | Fair Play                                            | Jean-Claude                         | Fekete Zoltán         | Lionel Bailliu                         |
| 2006 |                                           | Selon Charlie                                        | Pierre                              |                       | Nicole Garcia                          |
| 2007 | Közeli ellenségek                         | l'ennemi intime                                      | Lieutenant Terrien                  |                       | Florent Emilio Siri                    |
| 2007 |                                           | La Fille coupée en deux                              | Paul André Claude Gaudens           |                       | Claude Chabrol                         |
| 2007 | Pokoli alvilág                            | Truands                                              | Franck                              | Bozsó Péter           | Frédéric Schoendoerffer                |
| 2008 | Inju - A fenevad árnyékában               | Inju, la bete dans l'ombre                           | Alex Fayard                         |                       | Barbet Schroeder                       |
| 2008 | Ketten egyedül Párizsban                  | Seuls Two                                            | Le commissaire                      |                       | Eric Judor, Ramzy Bedia                |
| 2008 |                                           | La Possibilité d'une île                             | Daniel                              |                       | Michel Houellebecq                     |
| 2008 |                                           | Résolution 819                                       | Jacques Calvez                      |                       | Giacomo Battiato                       |
| 2010 | Apró kis hazugságok                       | Les petits mouchoirs                                 | Vincent Ribaud                      | Előd Álmos            | Guillaume Canet                        |
| 2010 | Feddhetetlen                              | Sans laisser de traces                               | Étienne Meunier                     | Lux Ádám              | Grégoire Vigneron                      |
| 2010 | Advokát                                   | The Counsel                                          | Léo Demarsan                        |                       | Cédric Anger                           |
| 2011 | Különleges alakulatok                     | Forces Spéciales                                     | Tic-Tac                             | Előd Álmos            | Stéphane Rybojad                       |
| 2011 | Szembeszél                                | Des vents contraires                                 | Paul Anderen                        | Makranczi Zalán       | Jalil Lespert                          |
| 2012 |                                           | Cloclo                                               | Paul Ladarman                       |                       | Florent Emilio Siri                    |
| 2013 |                                           | Pour une femme                                       | Michel                              |                       | Diane Kurys (2)                        |
| 2014 |                                           | La French                                            | Le Fou                              |                       | Cédric Jimenez                         |
| 2015 | Fel a fejjel                              | La tête haute                                        | Yann                                | Rajkai Zoltán         | Emmanuelle Bercot                      |
| 2015 |                                           | On voulait tout casser                               | Gérome                              |                       | Philippe Guillard                      |
| 2016 |                                           | 150 milligramm                                       | Antoine Le Bihan                    |                       | Emmanuelle Bercot (2)                  |
| 2016 |                                           | Le convoi                                            | Alex                                |                       | Frédéric Schœndœrffer (2)              |
| 2016 |                                           | Marseille                                            |                                     |                       | Kad Merad                              |
| 2017 | Carbon                                    | Carbone                                              | Antoine Roca                        | Miller Zoltán         | Olivier Marchal                        |
| 2017 | Ból                                       | Memoir of War                                        | Pierre Radier                       |                       | Emmanuel Finkiel                       |
| 2019 |                                           | Lola                                                 | Philippe                            |                       | Laurent Micheli                        |
| 2019 | Egy emlékezetés nyár                      | An Easy Girl                                         | Philippe                            |                       | Rebecca Zlotowski                      |
| 2019 | Együtt megyünk                            | Nous finirons ensemble                               | Vincent Ribaud                      | Előd álmos            | Guillaume Canet (2)                    |
| 2020 |                                           | Amants                                               | Léo Redier                          |                       | Nicole Garcia                          |
| 2021 | Amíg lehet                                | De son vivant                                        | Benjamin Boltanski                  | Fekete Zoltán         | Emmanuelle Bercot (3)                  |
| 2021 |                                           | Dune Dreams                                          | Simon                               |                       | Samuel Doux                            |
| 2021 |                                           | France                                               |                                     |                       | Bruno Dumont                           |
| 2022 |                                           | Incroyable mais vrai                                 | Gérard                              |                       | Mr. Oizo                               |
| 2022 | Párizsi emlékek                           | Paris Memories                                       | Thomas                              |                       | Alice Winocour                         |
| 2022 |                                           | Pacifiction                                          | De Roller                           |                       | Albert Serra                           |
| 2022 | Jack Mimoun és a rejtélyek szigete        | Jack Mimoun & les secrets de Val Verde               | Jonas Anatoli                       | Rosta Sándor          | Malik Bentalha, Ludovic Colbeau-Justin |
| 2023 |                                           | Le marchand de sable                                 | Yvan                                |                       | Steve Achiepo                          |
| 2023 |                                           | The King of Algiers                                  | Roger                               |                       | Elias Belkeddar                        |
| 2023 | Ízek és szenvedélyek                      | La passion de dodin bouffant                         | Dodin Bouffant                      |                       | Trần Anh Hùng                          |

## Díjak, elismerések
- Cannes-i filmfesztivál (2001) 
  - díj: A zongoratanárnő (legjobb férfi alakítás)
- César-díj
  - 2016 : díj: legjobb mellékszereplő színész – Fel a fejjel
  - 2022 : díj: legjobb színész – Amíg lehet
  - 2023 : díj: legjobb színész – Pacifiction